# Marcelo Brodsky
Marcelo Brodsky (Buenos Aires, 18 d'octubre de 1954) és un fotògraf, artista visual i activista dels drets humans argentí.

## Trajectòria
Marcelo Brodsky es va exiliar a Barcelona després del cop d'estat militar a l'Argentina de 1976 i va estudiar economia a la Universitat de Barcelona. Durant la seva estada a la península va fer fotografies que van immortalitzar l'estat psicològic i emocional que generava l'exili per motius polítics. Va tornar a l'Argentina després del final de la dictadura militar el 1984 i va iniciar el projecte Buena memoria, un assaig visual que tracta de les vivències dels que van viure la dictadura i de les conseqüències de les persones desapareguts. La seva obra forma part de col·leccions importants com del Museu de Belles Arts de Houston, la Tate Gallery de Londres, el Museu Nacional de Belles Arts de Buenos Aires, el Museu Sprengel de Hannover o el Metropolitan Museum of Art de Nova York.
Brodsky ha representat l'Argentina en diverses biennals internacionals, com la Biennal de València Ciutat Vella Oberta (2007), els Rencontres d'Arles (2018) o la Biennal d'Art de São Paulo (2010). És membre de l'organització de drets humans Asociación Buena Memoria i de la junta directiva del Parque de la Memoria, un espai públic d'escultures construït a Riu de la Plata en memòria de les víctimes del terrorisme d'estat.

## Obra publicada
- Poetics of Resistance (2019)[18]
- 1968, The Fire of Ideas (2018)
- Ayotzinapa, Acción Visual (2016)
- Buena Memoria (1996)
- Nexo (2001)
- Memory under construction (2005)
- Visual Correspondences (2009)

## Premis
- 2009: Premi Drets Humans, atorgat per B'nai B'rith[19]
- 2014: Premi Jean Mayer, atorgat per la Universitat Tufts.[20]